# Wessex
Wessex vagy Wessexi Királyság (kiejtése /ˈwɛsɨks/; óangolul Westseaxna rīce, a nyugati szászok királysága) az angolszászok hét királyságának egyike. Uralkodója, Æthelstan egyesítette az Angol Királyságot a 10. században.

## Alapítása

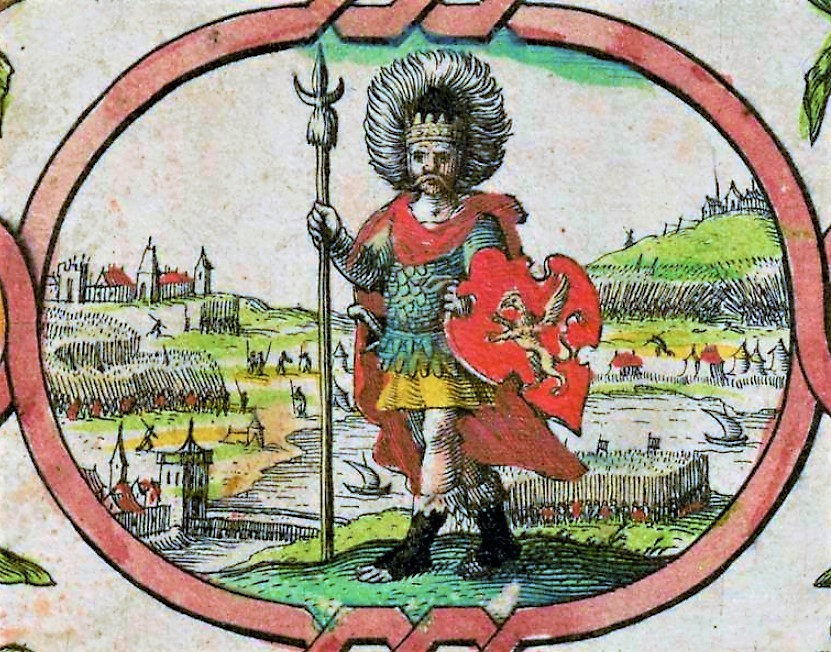
Cerdic 1611-es ábrázolása

Az Angolszász krónika szerint Wessexet Cerdic és fia, Cynric alapította, akik 495-ben érkeztek Britanniába öt hajóval. Egy másik forrás szerint Cynric Cerdic unokája (fiának, Creodának fia) volt. A feltevések szerint valahol Hampshire déli részén köthettek ki, bár a régészek eddig nem találtak arra korai angolszász települést. Beda Venerabilis szerint a királyság területét eredetileg jütök lakták és a szászok csak a 7. század végén hódították meg őket Cædwalla vezetésével.
A krónika szerint 508-ban Cerdic és Cynric csatában megöltek egy Natanleod nevű brit királyt (akit a mai történészek fiktívnek tartanak) és ötezer emberét. 519-ben a szászok megtámadták Cerdicesfordot, hogy átkelhessenek az Avon folyón és elvághassák az Old Sarum és Badbury Rings brit erődítmények közötti útvonalat. A csata döntetlennel végződött és a szász expanzió harminc évre megállt, feltehetően a britekkel kötött békeszerződés és az ütközetben elszenvedett veszteségek miatt. Valamikor ekkor zajlott a badoni csata is, ahol Artúr király döntő győzelmet aratott a szászok felett (bár az Angolszász krónika nem ír erről a csatáról). A harmincéves békét csak az szakította meg, amikor a szászok 530-ban megszállták Wight szigetét.
Cerdic 534-es halála után Cynric lett a nyugati szászok királya és 26 éven át uralkodott.

## A kereszténység felvétele és Mercia felemelkedése
Wessex történetében az első többé-kevésbé biztosan datálható időpont Cynegils király megkeresztelése Szt. Birinus által, ami a 630-as évek végén, esetleg 640-ben történt. Birinus ezután a nyugati szászok püspöke lett Dorchester-on-Thames-i székhellyel. Az uralkodó megtérését nem követte a nép tömeges keresztelése és utódja (és feltehetően fia), Cenwealh is pogány volt amikor 642-ben trónra lépett. Pár évvel később azonban ő is megkeresztelkedett és Wessexben biztos gyökeret vert a katolicizmus. Cynegils keresztapja a northumbriai Oswald király volt és a vallás felvétele egy Mercia (amelynek királya, Penda pogány volt) elleni szövetséggel függhetett össze.
Mercia ekkor agresszívan terjeszkedett és idővel teljesen a Temze és az Avon folyóktól délre szorította vissza a nyugati szászokat. Cenwealh Penda lányát vette feleségül, és amikor eltaszította magától, Penda rátámadt az országára és Cenwealh egy időre (talán három évre) kelet-angliai száműzetésbe kényszerült, ekkor vette fel a keresztséget is. Visszatérése után Penda utóda, Wulfhere további támadásokat intézett Wessex ellen, ennek ellenére a nyugati szászoknak sikerült nyugat felé, Somersetbe terjeszkedni a britonok rovására. Cenwealh egy újabb püspökséget alapított Winchesterben, bár a dorchesteri nemsokára meg is szűnt a merciai terjeszkedés miatt. Winchesterből idővel Wessex fővárosa lett. 

Britannia szász és kelta államai 600 körül

Cenwealh 673-as halála után özvegye, Seaxburh egy évig uralkodott, majd őt Æscwine követte, aki a 6. század végi Ceawlin király egyik fivérétől származott. A királyi család mellékágának uralma csak két évig tartott, mert 676-ban Cenwealh öccse, Centwine szerezte meg a hatalmat. Uralkodásának részletei nem ismertek, annyit tudunk hogy több csatát nyert a britonok ellen.
Centwine 686-ban halt meg és a trónt ismét Ceawlin egy leszármazottja, Caedwalla örökölte. Bár csak két évig volt hatalmon, sikerült meghódítania a Wight-szigetet, Sussexet és Kentet; bár csak rövid időre, mindkét szász állam hamarosan visszanyerte függetlenségét. Centwine 688-ban lemondott, Rómába zarándokolt, ahol maga I. Szergiusz pápa keresztelte meg, és nem sokkal később meghalt. Utóda Ine lett, aki a wessexi királyok között leghosszabb ideig, 38 évig uralkodott. Ő adta ki (Kent után) a második legrégebbi szász törvénykönyvet és Sherborne-ban új püspökséget alapított. Élete vége felé ő is lemondott és Rómába zarándokolt.
A 8. században Wessex a hatalma csúcsán lévő Mercia árnyékába került és feltehetően egy időre vazallusává is vált; azonban függetlenségének nagyobb részét megőrizhette, mint a kis délnyugat-angliai szász királyságok, amelyek szintén hűséget kényszerültek esküdni Merciának. Eközben a nyugati szászok folytatták lassú nyugati terjeszkedésüket és megdöntötték a briton Dumnonia királyságát. Gyakorlatilag egész Devont meghódították, bár a kelták bizonyos fokú önállóságot élvezhettek, egészen a 10. századig. Mivel a korábban Wessexhez tartozó Gloucestershire-t és Oxfordshire-t Mercia elhódította, a két királyság közti határ a Temze és Avon folyók vonala lehetett. A shire-rendszerű közigazgatás, amely később egész Angliában elterjedt, Wessexben vette kezdeteit a 8. század közepén.

## Wessexi hegemónia és viking támadások
Egbert 802-es trónra lépésével megfordult Wessex szerencséje. Ő Ine egyik öccsétől származott, vagyis megint egy oldalág szerezte meg személyében a hatalmat, de utána már a királyság szilárdan leszármazottai kezében maradt. Kezdetben nyugaton terjeszkedett, két hadjáratot vezetett a nyugati britonok ellen és teljes mértékben meghódította Devont, a cornwalliakat pedig vazallusává tette. 825-ben (vagy 826-ban) alapvetően megváltoztatta az angliai hatalmi viszonyokat, mikor Ellendunnál legyőzte Beornwulf merciai királyt és elhódította Surreyt, Sussexet, Kentet és Essexet; Kelet-Anglia pedig segítségével elszakadt Merciától. 829-ben elűzte Wiglaf merciai királyt és hűségesküt csikart ki a northumbriai királytól, így bretwalda, angolszász nagykirály lett. Dicsősége rövid ideig tartott, Wiglaf már a következő évben visszatért és visszaállította országa függetlenségét, de Wessex délkelet-angliai hódításai megmaradtak.
Egbert még tanúja volt a dán vikingek egyre fokozódó erejű támadásainak. 851-ben hatalmas, 350 hajóból álló viking flotta érkezett a Temze torkolatába. Miután legyőzték Beorhtwulf merciai királyt, a dánok Wessex ellen indultak, de Egbert utóda, Æthelwulf véres csatában döntő vereséget mért rájuk. A csata tizenöt évvel késleltette a dánok angliai hódításait, bár kisebb rajtaütések továbbra is előfordultak.
855-ben Æthelwulf zarándokútra ment Rómába és távollétében legidősebb fia, Æthelbald elorozta koronáját. Visszatérése után a vérontást megelőzendő, beleegyezett a királyság megosztásába: övé lettek az újonnan meghódított kelet-angliai területek, fiáé pedig a régi Wessex nyugaton. Æethelwulfnak mind a négy fiából király lett: a keleti országrészt második fia, Æthelberht örökölte, aki később újraegyesítette Wessexet, majd Æthelred, végül pedig Nagy Alfréd. A négy fivér közül a két legidősebb a vikingek elleni harcban esett el, Æthelred fiai pedig túl fiatalok voltak még apjuk halálakor.

## Az utolsó angol királyság
865-ben több viking vezér egyesítette erőit és partraszálltak Angliában. A Nagy Pogánysereg (ahogy az Angolszász krónika nevezte őket) megdöntötte Northumbriát és a Kelet-angliai Királyságot. 871-ben erősítés érkezett Skandináviából és Wessexre támadtak. Æthelred és Alfréd több győzelmet is aratott és sikerült országuk meghódítását elkerülni, de végül rákényszerültek, hogy adót fizessenek a dánoknak Wessex elhagyásáért cserébe. A vikingek a következő években elfoglalták Kelet-Merciát és néhányan megtelepedtek Northumbriában, de többségük 876-ban csatlakozott az újabb wessexi hadjárathoz. Alfrédnak ezúttal sikerült kiszorítani őket a következő évben. Azonban 878 telén újabb meglepetésszerű támadást intéztek ellene és országának nagy részét feldúlták. Alfréd követői kis csoportjával Somerset mocsaraiban húzta meg magát, de utána néhány hónap alatt új hadsereget gyűjtött és Edingtonnál megverve a vikingeket kiűzte őket Wessexből.
879-ben a dánok a Temze torkolatánál gyülekeztek hajóikkal, majd átkeltek a kontinensre fosztogatni. Alfréd a nyert időt arra használta fel, hogy teljesen átszervezze országának védelmét. Erődöket és hajókat építtetett és hadseregét két részre osztotta, amelyek egymást váltva teljesítettek szolgálatot. A 33 új vár lehetővé tette, hogy minden wessexi egyetlen napi lovaglással biztos helyre juthasson. A 890-es években a reformok segítségével kis veszteséggel sikerült visszavernie egy újabb hatalmas dán sereg hódítási kísérletét.
Alfréd ezenkívül megreformálta az igazságszolgáltatást, új törvénykönyvet adott ki és felélesztette az oktatást. Egész Európából magához hívta a tudós szerzeteseket és segítségükkel sok latin szöveget angolra fordított: a munkában ő maga is részt vett. Ő íratta az Angolszász krónikát is. A tudományok virágzásának hatásaként az óangol nyelv írott formájának alapját a wessexi dialektus képezte.
A dán hódítás nyomán Northumbria és Kelet-Anglia államai megszűntek létezni. Mercia elvesztette területének keleti felét, a maradék részen pedig a vikingek által irányított Ceolwulf volt az úr. Az ő halála után Æthelred vette át a hatalmat, aki már nem is nevezte királynak magát; hűséget esküdött Alfrédnek és lányát, Æthelflædet vette feleségül. Wessex maradt az egyedüli független angolszász királyság.

## Anglia egyesítése és a Wessexi grófság

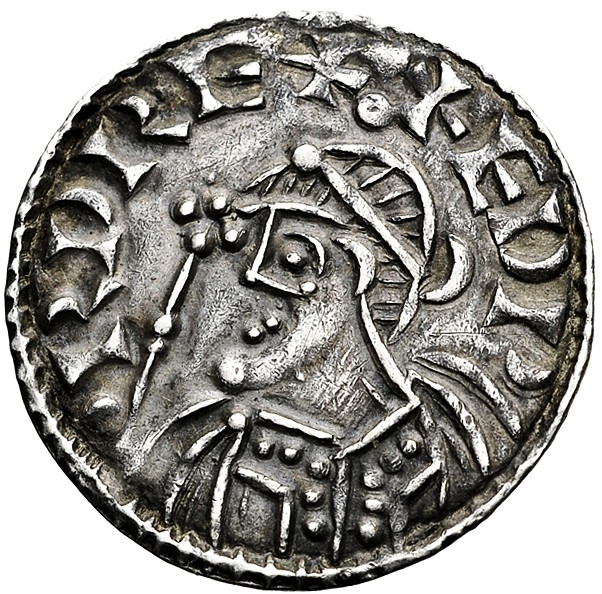
Hitvalló Edward ezüstpennyje

A 890-es évek nagy inváziói után Wessexet már csak kisebb fosztogató betörések érték a tenger felől illetve a Danelaw területéről. Az erőegyensúly lassan az angolok felé billent. Miután 911-bn Æthelred meghalt, Mercia vezetése Alfréd lánya, Æthelflæd kezébe került. Alfréd utóda, I. Edward sorban foglalta vissza a dánoktól Londont, Oxfordot, Hertfordshire-t és Buckinghamshire-t. 913 és 918 között indított hadjárataival országához csatolta egész Angliát a Humbertől délre. 918-ban Æthelflæd meghalt, Edward pedig saját kezébe vette Mercia kormányzását, megszüntetve az önálló déli szász királyságok utolsó maradékát is. 927-ben Edward utóda, Æthelstan meghódította Northumbriát és ezzel egész Angliát egyesítette jogara alatt: Wessex Angol Királysággá alakult.
Wessex a későbbiekben többször is szerepet kapott különálló régióként. Eadred király 955-ös halála után az országot fiai kettéosztották, az idősebb Edwy Wessex, a fiatalabb Edgar Mercia ura lett. Edwy azonban 959-ben meghalt és Anglia újraegyesült.
A dán Knut 1016-ban meghódította Angliát és a régi királyságok alapján grófságokat (earldom) hozott létre. Wessex grófságát (amelybe az egész Temzétől délre fekvő Anglia tartozott) eleinte maga kormányozta, majd odaadta angol csatlósának, Godwinnak. A következő ötven évben ennek a hatalmas területnek dúsgazdag tulajdonosai a király után másodikak voltak az országban és Hitvalló Edward 1066-os halála után Godwin fia, Harold ragadta magához a koronát. A grófság Harold kezén maradt, legalábbis néhány hónapig, amíg Normandiai Vilmos le nem taszította a trónról és teljesen át nem szervezte az angol közigazgatást, megszüntetve ezáltal Wessexet.

## Fordítás
- Ez a szócikk részben vagy egészben  a   Wessex című angol Wikipédia-szócikk ezen változatának fordításán alapul.  Az eredeti cikk szerkesztőit annak laptörténete sorolja fel. Ez a jelzés csupán a megfogalmazás eredetét és a szerzői jogokat jelzi, nem szolgál a cikkben szereplő információk forrásmegjelöléseként.